# Некротизирајући фасциитис
Некротизирајући фасциитис, (лат. Fasciitis), некроза везивне опне је озбиљна бактеријска инфекција меких ткива и фасција (танких везивних опни које обавијају или прекривају мишиће или друге органе). Некроза фасција се такође назива и хемолитичка стрептококна гангрена, акутна кожна гангрена, болничка гангрена, гнојна упала фасција и синергистички некротизирајући целулитис. Фурнијеова гангрена је такође облик некрозе фасција локализована у скротуму и перинеалној области.
Болест је обично повезана са повредом (нагњечењем, мањом опекотином, уједом инсекта) или се јавља као компликација хируршке ране или многих хроничних болести, тровања, порођаја итд. Код ове болести услед размножавања бактерија настаје ослобађање токсина и ензима који доводе до формирања тромбозе (згрушавања крви) у крвним судовима, што има за последицу поремећај у снабдевању ткива кисеоником (хипоксија) и изумирања (некроза) меких ткива и фасције.
Некротизујући фасциитис може бити изазван само једним типом бактерија (мономикробни облик инфекције), најчешће хемолитичким стрепрококом, или комбинацијом више типова бактерија (полимикробни облик инфекције); као што су; Streptococcus pyogenes - (стрептококе групе А), -{Staphylococcus aureus или methicillin®-резистентан Staphylococcus aureus (MRSA - (стафилококе), Vibrio vulnificus, Clostridium perfringens - (Клостридије), Bacteroides fragilis, Escherichia coli (Ешерихија коли) итд. Мономикробни облик инфекције јавља се у 10%, а полимикробни у 90% случајева некротизирајућег фасциитиса.

## Историја
Некротизирајући фасциитис се вероватно јављао много векова пре него што је први пут описан 1848. Меленај (Meleney) 1920. у 20 болесника у Кини, у некротичној фасцији изолује хемолитички стрептокок као једини микроорганизам. Вилсон 1952, даје назив болести, некротизирајући фасциитис а у оболелом ткиву није нашао никакве конкретне патолошке бактерије изазиваче болести.

## Епидемиологија
У САД од 1883, у литератури је описано 500 случајева некротизирајућег фасциитиса. Нешто већа учесталост болести је у афричким и азијским земљама али се тачан број не зна због лоше организованог прикупљања податка у овим срединама. Стопа морталитета је висока и креће се око 25%.
Некротизирајући фасциитис, праћен појавом сепсе и бубрежне инсуфицијенције има највећу стопу морталитета, од чак 70%. На повећани морталитет утичу и следећи фактори ризика;
- старост,
- женски пол,
- степен инфекције,
- кашњење у првом хируршком дебридману,
- повишен ниво креатинина у серуму и повишен ниво лактата у крви,
- степен дисфункције органа и система у моменту разбољевања.[4]

Однос броја оболелих мушакараца и жена је 2-3:1, мада се у једној студији наводи да је некротизирајући фасциитис јавља у 71% случајева код жена.
Просечна старост болесника са некротизирајућим фасциитисом је 38-44 година (41,5%). Болест се ретко јавља код деце, а када се јави, углавном је то код деце у срединама у којима се живи у лошим хигијенским условима.

## Етиологија
Већ више од сто година, многи аутори описују инфекције меких ткива. Њихова појава је у експанзији због пораста имунолошких поремећаја код болесника са дијабетесом, раком, алкохолизмом, васкуларном инсуфицијенцијом, трансплантацијом органа, ХИВ-ом, или неутропенијом. Некротизирајући фасциитис је инфекција која почиње у ткиву испод коже и протеже се дуж везивних слојеве ткива (познатог као везивне опне - фасције), које раздвајају различите слојеве меког ткива, попут мишића, масног ткива и органа.
Некротизирајући фасциитис се јавља код око 50% младих, потпуно здравих људи инфицираних стрептококама или дејством више врста бактерија. У већини случајева некротизирајући фасциитис је изазван бактеријама, а ретко другим изазивачима, као што су гљивице.
Болест се може јавити ако су њеној појави претходили следећи услови;
- Отвори у кожи који омогућавају бактеријама да продру у тело. Отвори могу бити веома мали, као што су мали рез, убод иглом, убод инсекта или огреботина, али и велики код рана након повреда или операције. Понекад се на кожи не може открити улазна тачка инфекције.
- Директан контакт са особом која је носилац бактерија или бактерија је већ присутна на другим местима на телу, посебно инвазивни сојеви стрептокока или других бактерија.
- Код деце, болест изазва хемолитичким стрептокок као компликација богиња
- Присутсво предиспонирајућих фактора у организму као што су;

| - Имуносупресија - Дијабетес - Хроничне болести - Лекови, на пример аспирин или стероиди - Неухрањеност - Старост >60 година - Интравенска злоупотреба дрога - Периферне васкуларне болести - Бубрежна инсуфицијенција | - Малигне болести - Гојазност - Хронични алкохолизам - Повреде изазване тупим и оштрим предметима - Инфекције меких ткива - Након хируршких захвата - Након порођаја - Опекотине - Повреде мишића (краш синдром, бласт повреде, преломи костију итд) |

## Клиничка слика
Знаци и симптоми некротизирајућег фасциитиса варирају од особе до особе, локализације на телу и вресте узрочника, али најчешћи знаци болести су;
- У року од 24 – 48 час;

- Симптоми се јављају обично у року од 24 сата од мањих повреда:
- Бол у области повреде, праћен све већим погоршањем стања повређеног дела тела
- Симптоми слични грипу као што су мучнина, повишена температура, дијареја, вртоглавица и општа слабост
- Интензивна жеђ праћена дехидрацијом организма

У року од 3-4 дана од појаве првих знакобва болести;
- Захваћена површина почиње да формира некрозу и праћена је љубичастим осипом
- Велики тамне површине изнад оболелог ткива се претварају у пликове испуњене тамном течношћу
- Рана почиње да накротизира а оболело подручје постаје црно (некроза)
- Бол у оболелом делу

- Око 4-5 дана;

- Болесник је у веома тешком стању
- Температура све више расте и прати је и пад крвног притиска
- Инфекција се шири у крвоток и преноси по целом телу изазивајући токсични шок.
- Болесник је конфузан, са поврерменим поремећајем или губитком свести.

## Дијагноза
Брза дијагностика је најважнија јер рапидно напредовање болести може довести до тешке системске интоксикације (стрептококног токсичног шока, АРДС-а, мултиорганске инсуфицијенције) и смртног исхода.
Дијагностика некротизирајућег фасциитиса се заснива на;
- Анамнези - историји болести, у којој доминирају хронична обољења и други у етиологији наведени предиспнирајући фактори (видети поглавље Етиологија)
- Физичком прегледу, са циљем да се на захваћеној површини пронађу знаци гангрене меких ткива и фасција.
- Анализама крви.
- Другим испитивањима, као што су; рендген дијагностика, магнетна резонантна томографија, биопсија, хируршка експлорација итд).

Поступци који се најчешће користе у дијагнози некротизирајућег фасциитиса укључују:
Анализе крви; повећан број белих крвних зрнаца и увећана седиментација, указује на присуство инфекције.
Рендген дијагностика; компјутеризована томографије (ЦТ) или магнетна резонантна томографија (МРТ) користи се за приказ структура у унутрашњости тела како би се извршила процена у којој мери се некроза проширила. Артериографија крвних судова користи се у процени степена проходности и локализацији зачепљења у крвним судовима.
Микробиолошки преглед; течности из ткива или течности из пликова, рана и других промена на кожи. Овим прегледом утврђује се врста и тип бактерија. Најчешћи појединачни узрочник, изолован биограмом, је стрептокок групе А, мада је уобичајена појава више узрочника одједном (Грам-позитивних и Грам-негативних бактерија те других аеробних и анаеробних изазивача болести).
Хируршка експлорација; у циљу постављања дијагнозе примењује се и ова метода како би се хируршком експлорацијом приступило оболелом ткиву испод коже или фасција.

## Терапија
Савремени третман некротизирајућег фасциитиса мора бити мултидисциплинаран, а успех лечење умногоме зависи од његовог што ранијег започињања.
Најбољи резултату у лечењу некротизирајућег фасциитиса се добијају применом комбинованог лечења; антибиотицима, операцијом, и хипербаричном оксигенацијом.

### Антибиотска терапија
Правовремена примена антибиотика је значајна за пуни успех терапије. Због тога се у старту, до постављања етиолошке дијагнозе, лечење започиње парентерално ординираном комбинацијом антибиотика широког спектра дејства у високим дозама. Касније се лечење антибиотицима наставља према врсти узрочника и биограму.

### Хируршко лечење
Доказано је да радикална хируршка ексцизија некротичних ткива до у здраво, има значајну улогу у ограничавању даље некрозе фасције и супкутаног масног ткива, што значајно повећава преживљавање болесника са некротизирајућим фасциитом. Дебридман ране понавља се након 36 сати, према потреби и више пута, све док се не заустави напредовање деструкције меких ткива.

#### Интравенска имунолобулинска терапија
Интравенска терапија имуноглобулином (ИВИГ) је експериментални третман некротизирајућих фасциитиса и заснива се на везивању егзотоксина произведеног од стрептококних и стафилококних врста, што потенцијално одлаже почетак системског инфламаторног одговора и сепсе.
Употреба ИВИГ-а није дефинитивно утврђена (јер недостају контролисана испитивања), али може се размотрити од случаја до случаја код хемодинамских нестабилних, критично болесних пацијената.

### Хипербарична оксигенација
Хипербарична терапија кисеоником (ХБОТ) подразумева примену 100% кисеоника на повећаном притиску, у односу на нормални атмосферски притисак у једномесним или вишемесним барокоморама.
ХБОТ повећава нормалану сатурацију кисеоником у ранама и до две хиљаде пута, што доводи до бактерицидног дејства, побољшања функције полиморфонуклеара (ПМН), и бржег зарастања рана.
У току ХБОТ, многи аутори су приметили у некротичном ткиву, већу засићеност кисеоником (већи pO2) који је последица ХБОТ-ом индуковане вазодилатације. ХБОТ побољшава одбрану ткива од инфекција, и потребу за учесталим дебридманом ране јер спречава ширење некрозе.
У раније и недавно спроведеним ретроспективним студијама некротизирајућа инфекција показала је високу стопу морталитета, од 0-50%, када се у лечењу користи само операције, антибиотици, или обоје. Морталитета болесника лечених хируршким методама, антибиотицима, и ХБОТ је значајно смањен, на 9-20%. ХБО не може да замени операцију.
У периоду од фебруара 1971. до септембра 1996, 33. болесника са перинеалним некротизирајућим фасциитисом лечено је на катедри за хирургију, Универзитета у Турку (Финска). Од стране хирурга примењен је дебридман некротичног ткива са резовима за дренажу захваћеног подручја, антибиотска терапија, хипербаричне оксигенације у хипербаричним коморама на 2,5 АТА апсолутног притиска и хируршка интензивна нега. Три пацијента су умрла или 9,1%. Преживели су добили хипербаричну терапију кисеоником 2-12 пута.
Резултати ове студије показују да је хипербарична оксигенација важан терапијски додатак у лечењу некротизирајућег фасциитиса....

## Компликације
Ако се болест брзо дијагностикује и правилно лече ране, већина пацијената ће преживети са минималним ожиљцима. Међутим, ако постоји значајан губитак ткива, касније ће бити потребно пресађивање коже а код неких болесника и ампутација удова да би се спречила смрт. Од 25% - 50% болесника ће умрети од ове болести или њених компликација као што су ренална инсуфицијенција и сепса (тровање крви)које повећавају вероватноћу смрти уколико дође до њиховог развоја.
Брза дијагнозу и лечење је од суштинског значаја за смањење ризика од смрти и од унакаженост нецротизирсјућим фасциитисом.